# Агава рогатая
Агава бовикорнута, или Агава рогатая(лат. Agave bovicornuta) — суккулент, вид рода Агава (Agave) семейства Агавовые (Agavaceae). Родина — Мексика.

## Ботаническоеописание

### Морфология
Многолетнее растение с укороченным стеблем, образующее розетки, высотой до 80—100 см и 1,5—2 м в ширину. Листья мясистые, ланцетной или лопатчатой формы, по краям зубчатые, длиной 60—80 см, шириной до 20 см. Окраска листьев у молодых растений голубовато-зелёная, а у взрослых — жёлто-зелёная. Цветение начинается обычно после преодоление десятилетнего возраста, цветонос вырастает до 5—6 м длиной, цветки зеленовато-жёлтого оттенка длиной около трёх сантиметров.

### Размножение
В основном семенами.

## Выращивание в культуре
Предпочитает солнечные места, песчаные почвы с хорошим дренажем. Следует обильно поливать в период роста. Зимой если и производить полив, то очень редко, предпочтительнее сухое содержание, так как в таких условиях растение лучше переносит низкие температуры.

## Природный ареал
Вид распространён в основном на северо-западе Мексики, на высоте 800—1800 м.